# Swenyhorod (Lwiw)
Swenyhorod, auch Swenyhorod Halyzkyj (ukrainisch Звенигород; russisch Звенигород Swenigorod, polnisch Dźwinogród) ist ein ukrainisches Dorf in der Oblast Lwiw im Rajon Pustomyty mit etwa 1000 Einwohnern. Die Rajonshauptstadt Pustomyty liegt etwa 33 Kilometer westlich und die Oblasthauptstadt Lwiw 21 Kilometer nordwestlich vom Dorf.

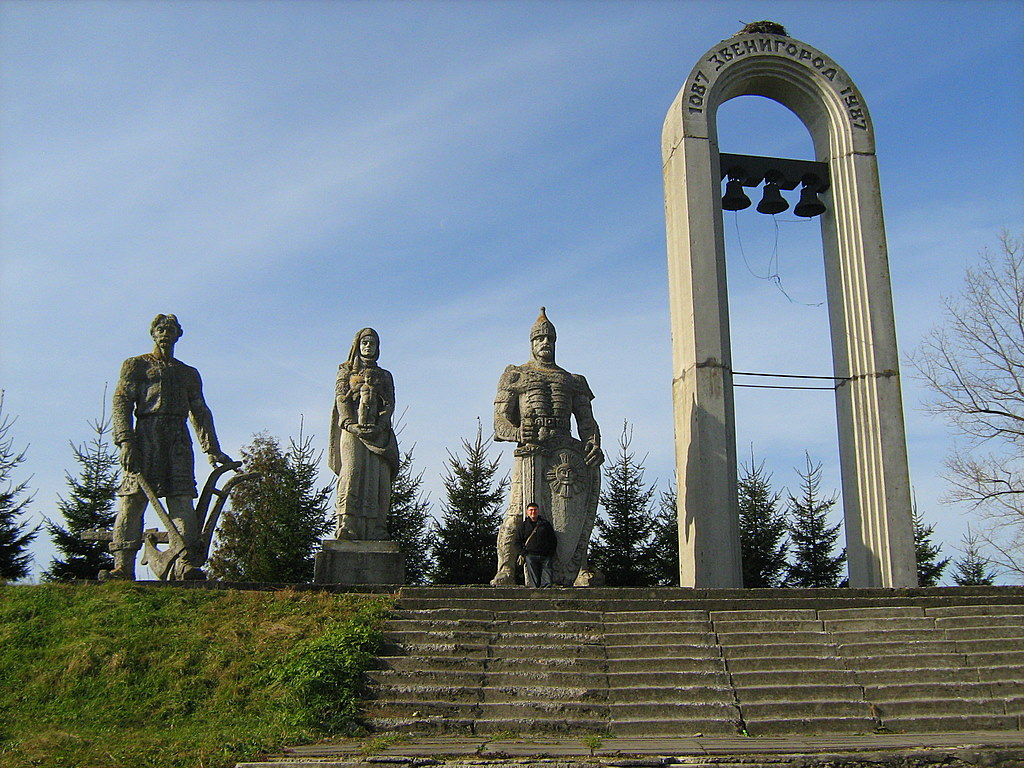
Denkmal zur 900-Jahr-Feier von Swenyhorod

Am 12. Juni 2020 wurde das Dorf ein Teil der neu gegründeten Landgemeinde Dawydiw im Rajon Lwiw, bis dahin bildet es die gleichnamige Landratsgemeinde Swenyhorod, zu der auch die Dörfer Scholomyn (Шоломинь) Hryniw, Widnyky (Відники) und Kozuriw (Коцурів) gehörten
Im 11. und 12. Jahrhundert war Swenyhorod Mittelpunkt des Fürstentums Swenigorod.

## Geschichte
Spätestens seit dem 11. Jahrhundert bestand in Swenyhorod eine befestigte Burganlage.
Erstmals erwähnt 1087 wird die Burg Swenigorod, als Jaropolk Isjaslawitsch nach der Rückkehr aus Polen vor Swenigorod fällt. Es war zu dieser Zeit Mittelpunkt eines eigenen Fürstentums. 
1141 wurde es Teil eines neuen vereinigten Fürstentums Halitsch. 1239 wurde es von der Goldene Horde zerstört. Svenigorod verlor zunehmend an Bedeutung, vor allem an das neu entstandene Lemberg. 1340 kam es wie das übrige Land zum Königreich Polen und gehörte dort seit 1434 zum Lemberger Land in der Woiwodschaft Ruthenien. 1772 kam es zum Kaisertum Österreich in Galizien. Ab 1919 gehörte es zur Zweiten Polnischen Republik (in der Woiwodschaft Lwów, Powiat Bóbrka, Gmina Podhorodyszcze), im September 1939 wurde es von der Sowjetunion besetzt, im Sommer 1941 dann von Deutschland, 1944 von der Roten Armee zurückerobert und in die Ukrainische SSR eingegliedert, seit 1991 ist es Teil der unabhängigen Ukraine.

## Sehenswürdigkeiten
In Swenyhorod fanden sich ein Fundplatz aus der Jungsteinzeit, Reste der mittelalterlichen Burgwallanlage, Reste eines befestigten Weges aus dem 12. Jahrhundert sowie Fundamente einer steinernen Kirche aus dem 13. Jahrhundert.
Drei altrussischen Texte auf Birkenrinde aus dem 12. Jahrhundert wurden hier gefunden. Es sind die einzigen ihrer Art in der Ukraine.
Das Schloss wurde 1716–1718 durch den Großhetman der polnischen Krone Adam Mikołaj Sieniawski erbaut.